# John Scofield
John Scofield (* 26. Dezember 1951 in Dayton, Ohio) ist ein US-amerikanischer Jazz-Gitarrist und Komponist.

## Leben und Schaffen
John Scofield wuchs in Wilton in Connecticut auf. Er begann mit elf Jahren Gitarre zu spielen und war in Bands an der High School sowie in verschiedenen Rock- und Bluesgruppen aktiv. Nachdem er durch einen Lehrer mit der Musik von Wes Montgomery, Jim Hall und Pat Martino in Berührung kam, beschäftigte er sich mit Jazz. Von 1970 bis 1973 studierte er Jazz am Berklee College of Music in Boston. Zu seinen dortigen Lehrern gehörte neben Mick Goodrick auch Gary Burton, mit dem Scofield später gemeinsam spielte.
Erste Aufmerksamkeit in der Jazz-Szene konnte Scofield erregen, als Goodrick ihn als Ersatzmann für ein Konzert mit Gerry Mulligan und Chet Baker in die Carnegie Hall vermittelte. Der Durchbruch gelang als Mitglied der Billy Cobham/George-Duke-Band. In der Folge spielte er mit zahlreichen namhaften Jazzmusikern wie Charles Mingus, Herbie Hancock, Chick Corea, Joe Henderson (So Near, So Far (Musings for Miles), 1992 und Porgy and Bess, 1997), Pat Metheny, McCoy Tyner, Bennie Wallace und Jim Hall. Seit Ende der 1970er Jahre tourte er im Trio mit Steve Swallow und Adam Nussbaum, mit dem ihm der Durchbruch gelang.
1982 begann eine dreieinhalb Jahre währende Zusammenarbeit mit Miles Davis, die durch einen improvisierten und funkigen Jazz gekennzeichnet war. In Marc Johnsons Projekt Bass Desires trat er mit seinem Gitarrenkollegen Bill Frisell auf. Nachdem Scofield 1989 einen Vertrag bei Blue Note Records unterzeichnet hatte (bis 1996, dann bei Verve), gründete er mit dem Saxophonisten Joe Lovano, einem Freund aus der Zeit am Berklee College, eine meist als Quartett oder Quintett agierende Band, die zu den exponiertesten Vertretern des Funk-Jazz zählt. Seit 1998 spielt John Scofield im Quartett mit Joe Lovano (ts), Dave Holland (b) und Al Foster (dr), trat aber auch mit Medeski, Martin & Wood auf, 2012 mit Steve Swallow und Bill Stewart. Des Weiteren war er auf Franco Ambrosettis Album Lost Within You (2021) zu hören.
Nach dem Urteil des Jazz-Journalisten Richard Cook zählt Scofield mit Bill Frisell und Pat Metheny zu den bedeutendsten und einflussreichsten Jazzgitarristen seit Wes Montgomery. Mit Metheny nahm Scofield 1994 ein Duo-Album auf. 2016 wurde er für sein Album Past Present mit dem Grammy für das beste Instrumental-Album im Jazz  ausgezeichnet. Im Folgejahr erhielt er für das Album Country for Old Men wieder den Grammy in dieser Kategorie; zusätzlich wurde sein Solo über „I’m So Lonesome I Could Cry“ mit dem Grammy für das beste Jazzsolo ausgezeichnet.

## Sound und Spielweise
Scofields wiedererkennbarer Ton ist durch einen leicht angezerrten Sound geprägt. Er schlägt dabei die Saiten oft ungewöhnlich nahe am Steg an. Sein Markenzeichen ist ferner sein äußerst sicheres Timing mit ausgeprägtem Laidback-Spiel, bei dem er mittels Legatospielweise gebundene Melodiebögen erzeugt.
Der extensive und äußerst gekonnte Einsatz von Inside-Outside-Spiel, d. h. gezieltem Gegeneinanderstellen tonartfremden und tonartnahen Materials, hat diese Spielweise unter Jazzgitarristen popularisiert und ist eng mit seinem Namen verbunden.

## Bilder

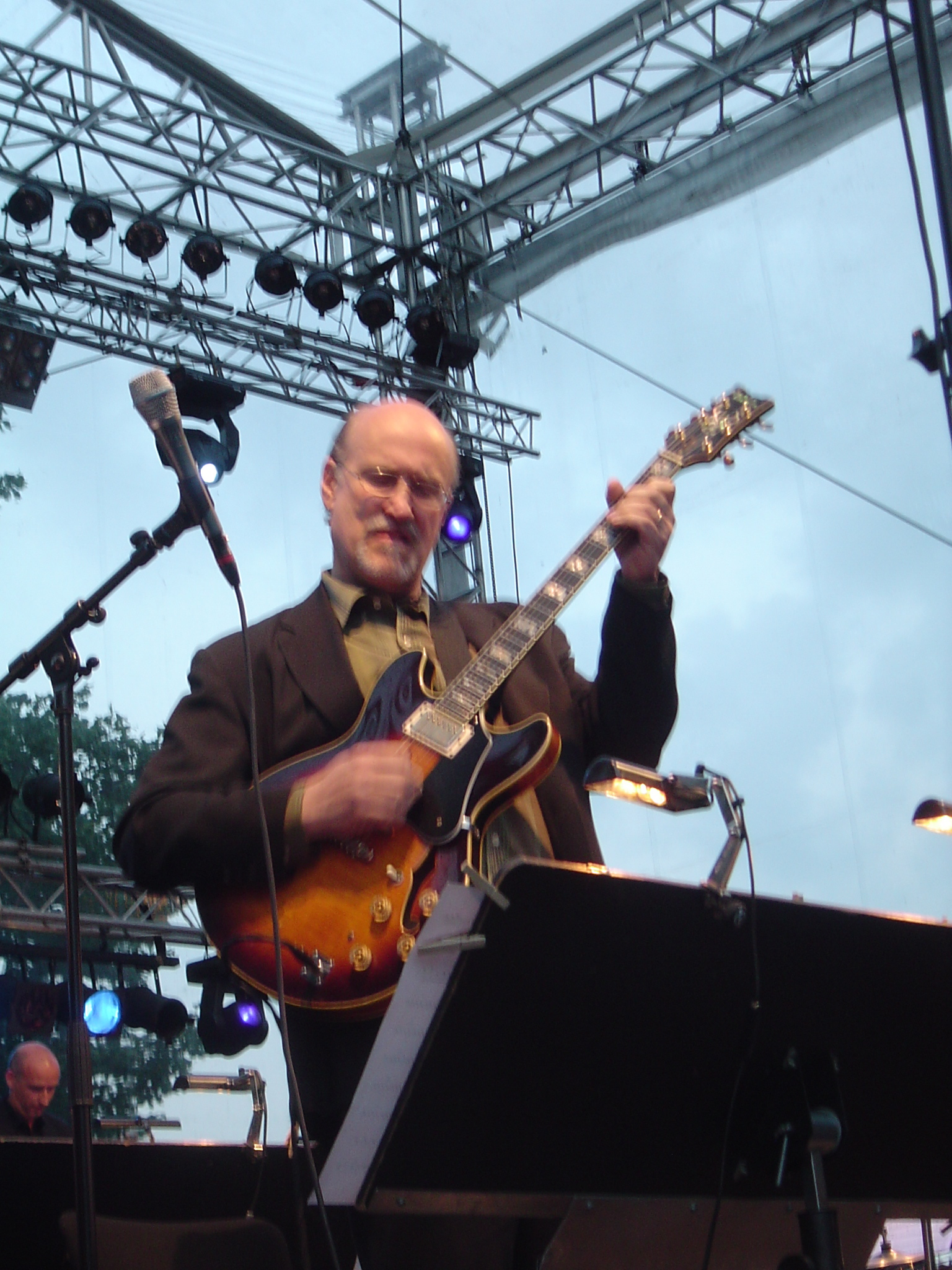
Scofield 2007 in Enschede
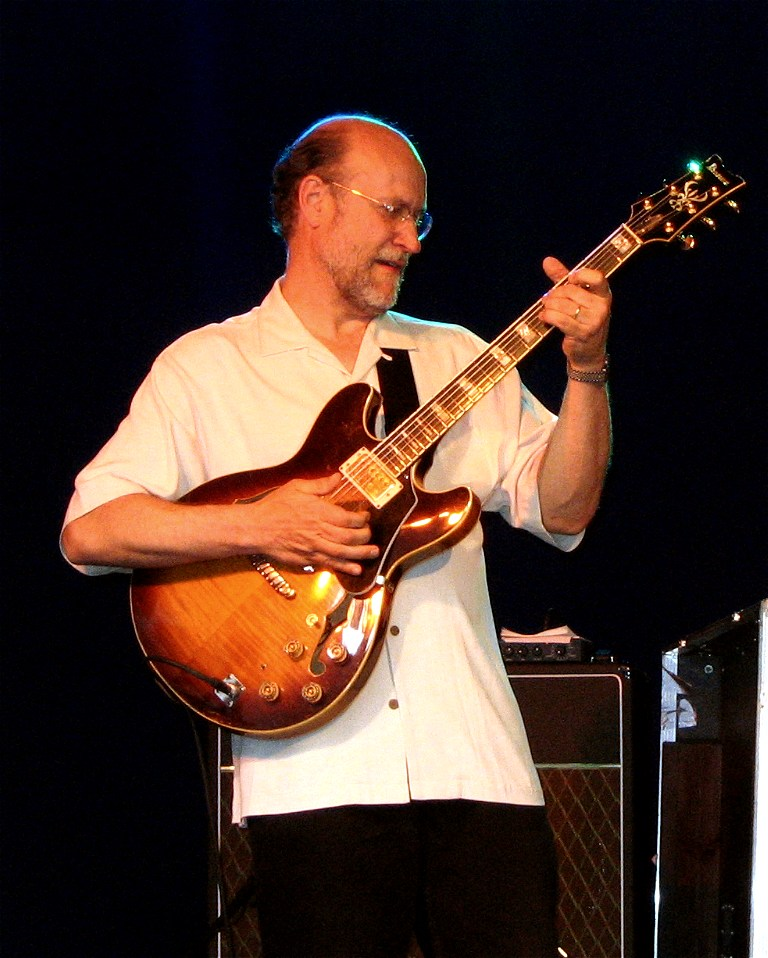
2004 in Warschau

## Diskografie
- 1977: East Meets West
- 1977: John Scofield / Live
- 1978: Rough House
- 1979: Who’s Who?
- 1980: Bar Talk
- 1980: Four Keys

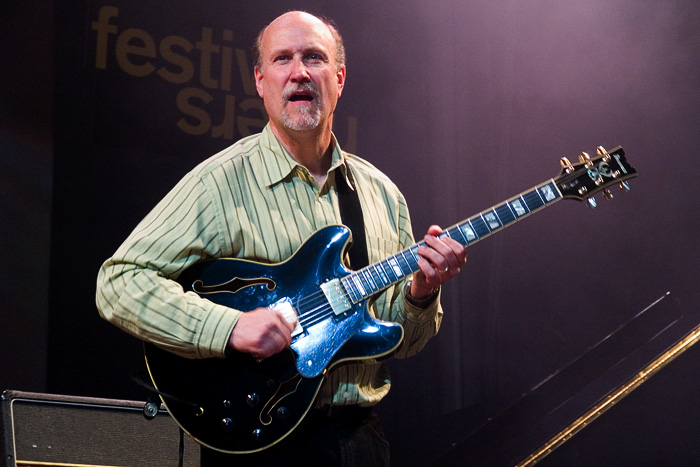
John Scofield beim Moers Festival 2006

- 1980: Spoons (Who’s Who) (Sampler)
- 1981: Out Like a Light
- 1981: Shinola
- 1982: John Abercrombie & John Scofield: Solar
- 1984: Electric Outlet
- 1986: Still Warm
- 1987: Blue Matter
- 1987: Pick Hits – Live
- 1988: Loud Jazz
- 1990: Flat Out
- 1990: Time on My Hands
- 1991: Meant to Be
- 1991: Jim McNeely, Marc Johnson, John Scofield, Adam Nussbaum & WDR Big Band: East Coast Blow Out
- 1992: Grace Under Pressure
- 1993: Quartet
- 1993: What We Do
- 1994: Hand Jive
- 1994: John Scofield & Pat Metheny: I Can See Your House from Here
- 1995: Groove Elation
- 1996: Quiet
- 1998: A Go Go (DE: Gold (German Jazz Award))[5]
- 1999: Shortcuts (Jazzpar Combo 1999 – mit Hans Ulrik, Lars Danielsson, Peter Erskine)
- 2000: Bump
- 2001: Works for Me
- 2002: Überjam
- 2003: Oh!
- 2003: Up All Night
- 2004: En route
- 2005: That’s What I Say
- 2007: This Meets That
- 2009: Piety Street
- 2010: Metropole Orkest, John Scofield, Vince Mendoza: 54 – nominiert für einen Grammy in der Kategorie „Best Large Jazz Ensemble Album“
- 2011: A Moment’s Peace – (Emarcy)[6]
- 2013: Überjam Deux (Decca/Emarcy)
- 2015: Sco-Mule (Gov’t Mule feat. John Scofield)
- 2015: Past Present – ausgezeichnet mit einem Grammy in der Kategorie „Best Jazz Instrumental Album“
- 2016: Country for Old Men – ausgezeichnet mit einem Grammy in der Kategorie „Best Jazz Instrumental Album“
- 2017: John Scofield, Jack DeJohnette, John Medeski, Larry Grenadier: Hudson
- 2018: Combo 66 (Verve, mit Gerald Clayton, Vicente Archer, Bill Stewart)
- 2020: Swallow Tales (mit Steve Swallow, Bill Stewart) (ECM)
- 2022: John Scofield (ECM), solo
- 2023: Uncle John’s Band (mit Vicente Archer und Bill Stewart, ECM)[7]

## Dokumentarfilm
Mit Inside Scofield von Jörg Steineck ist im Jahr 2022 der erste abendfüllende Dokumentarfilm über den Meistergitarristen und Tourneemusiker John Scofield erschienen.